# Le Samyn 2019
Le Samyn 2019 fou la 51a edició de la cursa ciclista Le Samyn. Es va disputar el 5 de març de 2019 sobre un recorregut de 201,4 km. La cursa formava par del calendari UCI Europa Tour 2019 amb una categoria 1.1.
El vencedor final fou el francès Florian Sénéchal (Deceuninck-Quick Step), que s'imposà a l'esprint en l'arribada a Dour a Aimé De Gendt (Wanty-Groupe Gobert) i Niki Terpstra (Direct Énergie).

## Equips
Vint-i-cinc equips prenen part en la cursa: tres WorldTeams, dotze equips continentals professionals i deu equips continentals :
| WorldTeams (3)- AG2R La Mondiale - Deceuninck-Quick Step - Lotto Soudal Equips continentals professionals (12)- Direct Énergie - Androni Giocattoli-Sidermec - Arkéa-Samsic - Caja Rural-Seguros RGA - Cofidis, Solutions Crédits - Corendon-Circus - Israel Cycling Academy - Roompot-Charles - Sport Vlaanderen-Baloise - Vital Concept-B&B Hotels - Wanty-Groupe Gobert - Wallonie Bruxelles Equips continentals (10)- Amore & Vita-Prodir - Canyon DHB p/b Bloor Homes - Cibel-Cebon - Differdange-Losch - Leopard - IAM Excelsior - Natura4Ever-Roubaix Lille Métropole - SwiftCarbon Pro Cycling - Tarteletto-Isorex - Wiggins |
| |

## Classificació final
| \| Classificació general \| Classificació general \| Classificació general \| Classificació general \| Classificació general \| \| Corredor \| Corredor \| Equip \| Temps \| \| \| --------------------- \| --------------------- \| --------------------- \| --------------------- \| --------------------- \| \| 1r \| Florian Sénéchal \| Deceuninck-Quick Step \| 4h 38' 20" \| \| \| 2n \| Aimé De Gendt \| Wanty-Gobert \| + 0" \| \| \| 3r \| Niki Terpstra \| Direct Énergie \| + 0" \| \| \| 4t \| Lars Boom \| Roompot-Charles \| + 0" \| \| \| 5è \| Pieter Serry \| Deceuninck-Quick Step \| + 1" \| \| \| 6è \| Stijn Vandenbergh \| AG2R La Mondiale \| + 1" \| \| \| 7è \| Tim Declercq \| Deceuninck-Quick Step \| + 6" \| \| \| 8è \| Elmar Reinders \| Roompot-Charles \| + 8" \| \| \| 9è \| Jesper Asselman \| Roompot-Charles \| + 14" \| \| \| 10è \| Rémy Mertz \| Lotto-Soudal \| + 14" \| \| |                   |                       |            |
| |                   |                       |            |
| Font: ProCyclingStats |                   |                       |            |
| Classificació general |                   |                       |            |
| Corredor | Corredor          | Equip                 | Temps      |
| 1r | Florian Sénéchal  | Deceuninck-Quick Step | 4h 38' 20" |
| 2n | Aimé De Gendt     | Wanty-Gobert          | + 0"       |
| 3r | Niki Terpstra     | Direct Énergie        | + 0"       |
| 4t | Lars Boom         | Roompot-Charles       | + 0"       |
| 5è | Pieter Serry      | Deceuninck-Quick Step | + 1"       |
| 6è | Stijn Vandenbergh | AG2R La Mondiale      | + 1"       |
| 7è | Tim Declercq      | Deceuninck-Quick Step | + 6"       |
| 8è | Elmar Reinders    | Roompot-Charles       | + 8"       |
| 9è | Jesper Asselman   | Roompot-Charles       | + 14"      |
| 10è | Rémy Mertz        | Lotto-Soudal          | + 14"      |